# Rumfordova medalja
Rumfordova medalja (angleško Rumford Medal) je znanstvena nagrada za izjemna nedavna odkritja na področju toplotnih ali optičnih značilnosti snovi znanstvenika, ki deluje v Evropi. Podeljuje jo Kraljeva družba vsako drugo leto. Prvič so jo podelili leta 1800, ustanovili pa so jo po donaciji 5000 $ leta 1796 Benjamina Thompsona, znanega kot grof Rumford. Poleg medalje je znesek v rednosti 1000 £. Od ustanovitve so podelili medaljo 100 osebnostim in leta 1800 tudi Thompsonu samemu.